# Doppel-Kondensor
Ein Doppel-Kondensor besteht aus zwei einzelnen Kondensor-Linsen. Sie werden einzeln oder gemeinsam als optisches Bauteil Doppel-Kondensor in ein Beleuchtungssystem eingebaut.
Ein Kondensor – ob aus zwei oder nur einer Linse bestehend – hat nur eine Teilfunktion in einem Beleuchtungssystem, nämlich die Ausleuchtung des abzubildenden Objektes (Diapositiv, Fotonegativ u. a.) gleichmäßig und intensiv zu machen. Trotzdem wird Kondensor oft als Synonym für Beleuchtungssystem gebraucht.
Die Zusammenfassung zweier Kondensorlinsen in einem gemeinsamen Tubus ist vor allem im Beleuchtungssystem eines Vergrößerungsgerätes zu finden. Hier sind beide Teile in der Regel gleiche plankonvexe sphärische Linsen.
In Diaprojektoren ist die konvexe Fläche der ersten Linse meistens asphärisch.